# Riera dels Arcs
La Riera dels Arcs és un curs fluvial de la comarca de la Garrotxa que neix a la Serra de Finestres i desemboca al Ser. Dona nom a la vall per la qual flueix.